# Villa Stein
Villa Stein, eller Villa Stein de Monzie, är ett bostadshus, beläget vid Rue du Professeur-Victor-Pauchet 17 i Parisförorten Vaucresson, ritat av arkitekten Le Corbusier 1926–1927.

## Beskrivning
Projektet om denna byggnad kom i ett skede då Le Corbusier hade vunnit framgång med sina arkitekturteorier och idéer kring den moderna och rationella bostaden. Uppdragsgivarna var Michael Stein (bror till författaren Gertrude Stein) och hans hustru Sarah samt den ensamstående Gabrielle de Monzie (vars före detta make var den socialistiske politikern Anatole de Monzie), vilka var förmögna och väl införstådda med arkitektens ideal.
Villan, som består av en huskropp i tre plan med takterrass, är utförd enligt Le Corbusiers modernistiska postulat om den "goda arkitekturen" med en öppen planlösning, en bärande struktur av pilotis i betong och ljusinsläpp via fönsterband. De sistnämnda fyller största delen av fasaden mot gatan, som är i vit puts. Fasaden mot trädgården på baksidan har också fönsterband, men dessa bryts av en "urgröpning" in mot husets mitt som fungerar som ljusinsläpp och terrass. Proportionerna i hela byggnaden är ritade i enlighet med det gyllene snittet. 
Byggnaden har i grunden en strikt och rationell plan med organiska accenter i form av ett cylindriskt trapphus och böjda skiljeväggar. I bottenvåningen återfinns garage och serviceutrymmen samt en tambur med trapphus. På första våningen finns ett gemensamt kök, matsal och vardagsrum samt kontor och representationsutrymmen. På översta våningen ligger sovrummen i separerade lägenhetsdelar.
Villa Stein är ett tidigt exempel på funktionalistisk arkitektur i allmänhet och på Le Corbusiers tidiga stil i synnerhet, vilken han några år senare kom att vidareutveckla i Villa Savoye. Villan är också utformad efter ett radikalt och okonventionellt socialt mönster med två stora, exklusiva lägenheter med många gemensamma utrymmen; detta i en tid då idealen och normerna vanligen var kopplade till kärnfamiljen.